# WWWJDIC
WWWJDIC ist ein japanisches Online-Wörterbuch. Es wurde von Jim Breen, einem Forscher und ehemaligem Professor im Fachgebiet für Telekommunikation der australischen Monash University gegründet.
Die Datenbank umfasst um die 190.000 Einträge zu englisch-japanischen Wortpaaren (EDICT), 740.000 japanische Namen (ENAMDICT, beinhaltet japanische Personennamen, Typonyme u. a.) sowie 13.108 Kanji – chinesische Schriftzeichen – (KANJIDIC). Es gibt weiterhin Spezialverzeichnisse zu Themen wie Biowissenschaft, Recht, Computer, Maschinenbau, Buddhismus u. a., als auch zu Übersetzungen von und in Japanisch zu anderen Sprachen wie Deutsch, Französisch, Schwedisch, Spanisch, Ungarisch, Niederländisch, Slowenisch und Russisch.